# 바우방현
바우방현(베트남어: Huyện Bàu Bàng / 縣保邦)은 베트남 남동부 지방 빈즈엉성의 현이다.

## 행정 구역
바우방현은 1시진, 6사를 관할하고 있다.

### 시진
- 라이우옌 시진 (Thị trấn Lai Uyên, 來淵市鎭)

### 사
- 꺼이쯔엉II 사 (Xã Cây Trường II, 核長二社)
- 흥호아 사 (Xã Hưng Hòa, 興和社)
- 라이흥 사 (Xã Lai Hưng, 來興社)
- 롱응우옌 사 (Xã Long Nguyên, 隆原社)
- 떤흥 사 (Xã Tân Hưng, 新興社)
- 쯔반토 사 (Xã Trừ Văn Thố, 儲文措社)